# Bataille d'Ölper
Pour la bataille de 1809, voir Bataille d'Ölper (1809)
Guerre de Sept Ans
Batailles
- Minorque (navale) (1756)
- Pirna (1756)
- Lobositz (1756)
- Reichenberg (1757)
- Prague (1757)
- Kolin (1757)
- Hastenbeck (1757)
- Gross-Jägersdorf (1757)
- Moys (1757)
- Rochefort (1757)
- Rossbach (1757)
- Breslau (1757)
- Leuthen (1757)
- Carthagène (navale) (1758)
- Olomouc (1758)
- Saint-Malo (1758)
- Rheinberg (1758)
- Krefeld (1758)
- Domstadl (1758)
- Cherbourg (1758)
- Zorndorf (1758)
- Saint-Cast (1758)
- Tornow (1758)
- Lutzelberg (1758)
- Hochkirch (1758)
- Bergen (1759)
- Kay (1759)
- Minden (1759)
- Kunersdorf (1759)
- Neuwarp (navale) (1759)
- Hoyerswerda (1759)
- Baie de Quiberon (navale) (1759)
- Maxen (1759)
- Meissen (1759)
- Glatz (1760)
- Landshut (1760)
- Corbach (1760)
- Emsdorf (1760)
- Dresde (1760)
- Warburg (1760)
- Liegnitz (1760)
- Rhadern (1760)
- Berlin (1760)
- Kloster Kampen (1760)
- Torgau (1760)
- Belle-Île (1761)
- Langensalza (1761)
- Cassel (1761)
- Grünberg (1761)
- Villinghausen (1761)
- Ölper (1761)
- Kolberg (1761)
- Wilhelmsthal (1762)
- Burkersdorf (1762)
- Lutterberg (1762)
- Reichenbach (1762)
- Almeida (1762)
- Valencia de Alcántara (1762)
- Nauheim (1762)
- Vila Velha de Ródão (1762)
- Cassel (1762)
- Freiberg (1762)

- Jumonville Glen (1754)
- Fort Necessity (1754)
- Fort Beauséjour (1755)
- 8 juin 1755
- Monongahela (1755)
- Petitcoudiac (1755)
- Lac George (1755)
- Fort Bull (1756)
- Fort Oswego (1756)
- Kittanning (1756)
- En raquettes (1757)
- Pointe du Jour du Sabbat (1757)
- Fort William Henry (1757)
- German Flatts (1757)
- Lac Saint-Sacrement (1758)
- Louisbourg (1758)
- Le Cran (1758)
- Fort Carillon (1758)
- Fort Frontenac (1758)
- Fort Duquesne (1758)
- Fort Ligonier (1758)
- Québec (1759)
- Fort Niagara (1759)
- Beauport (1759)
- Plaines d'Abraham (1759)
- Sainte-Foy (1760)
- Neuville (1760)
- Ristigouche (navale) (1760)
- Mille-Îles (1760)
- Signal Hill (1762)

- Cap-Français (1757)
- Martinique (1759)
- Guadeloupe (1759)
- Dominique (1761)
- Martinique (1762)
- Cuba (1762)

- Chandernagor (1757)
- Plassey (1757)
- Gondelour (1758)
- Négapatam (navale) (1758)
- Condore (1758)
- Madras (1758)
- Pondichéry (navale) (1759)
- Masulipatam (1759)
- Chinsurah (1758)
- Wandiwash (1760)
- Pondichéry (1760-1761)
- Manille (1762)

- Saint-Louis (1758)
- Gorée (1758)
- Gambie

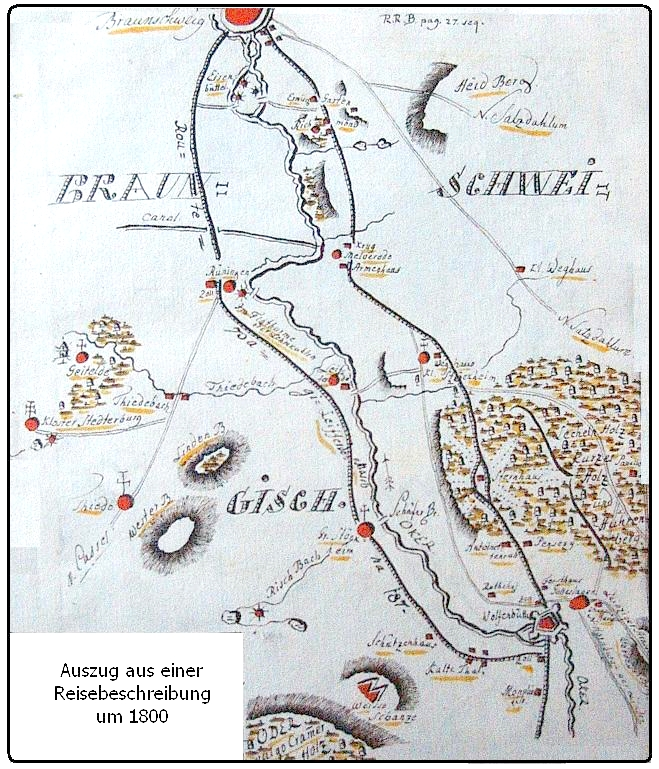
Brunswick (au nord) et Wolfenbüttel (au sud-est), extrait d'une carte de 1800

La bataille d'Ölper est une bataille qui se déroule le 13 octobre 1761 à Ölper (en) (désormais un quartier de la ville de Brunswick, en Basse-Saxe), dans le cadre de la guerre de Sept Ans (qui a opposé, de 1756 à 1763, la France et l'Autriche à la Grande-Bretagne et à la Prusse). Elle oppose les forces du royaume de France et de l'électorat de Saxe à celles de la principauté de Brunswick-Wolfenbüttel alliée du Royaume de Prusse, commandées par le prince Frédéric-Auguste de Brunswick-Wolfenbüttel-Œls, fils cadet du duc Charles Ier de Brunswick-Wolfenbüttel. Elle se solde par une victoire des Brunswickois qui ont perdu 4 officiers et 145 soldats, contre 52 officiers et 430 soldats pour les Franco-Saxons.

## La bataille
Une armée française et saxonne commandée par François-Xavier de Saxe, comte de Lusace, tente de conquérir la principauté de Brunswick-Wolfenbüttel. Elle s'empare de Wolfenbüttel le 8 octobre 1761, puis met le siège devant Brunswick, capitale de la principauté, le 13 octobre 1761. Un détachement de 1 700 hommes, Français, Saxons et Croates (du régiment mercenaire Royal-Cravates), commandés par le marquis de Vastan, est mis en position défensive pour empêcher l'arrivée de renforts ennemis. Le même soir, une armée brunswickoise commandée par Frédéric-Auguste de Brunswick et par le général Luckner surprend le corps du marquis de Vastan, le met en fuite et fait passer son infanterie dans la ville. François-Xavier de Saxe renonce alors à bombarder la ville et lève le siège. Le marquis de Vastan, gravement blessé, est capturé ; il mourra de ses blessures peu après. Le régiment de Vastan, qu'il commandait, passe sous le commandement du marquis de Bouillé.

## Conséquences
Cette bataille mineure marque l'échec d'une des tentatives des Français et de leurs alliés de mettre hors de combat les alliés de Frédéric II en Allemagne du Nord, entre la bataille de Villinghausen en juillet 1761 et celle de Wilhelmstahl en juin 1762.